# Tréban
Tréban – miejscowość i gmina we Francji, w regionie Oksytania, w departamencie Tarn.
Według danych na rok 1990 gminę zamieszkiwało 58 osób, a gęstość zaludnienia wynosiła 18 osób/km² (wśród 3020 gmin regionu Midi-Pireneje Tréban plasuje się na 1005. miejscu pod względem liczby ludności, natomiast pod względem powierzchni na miejscu 1630.).